# Emerson Orlando de Melo
Emerson Orlando de Melo (Caxias do Sul, 2 maart 1973) is een voormalig Braziliaans voetballer.

## Carrière
Emerson speelde tussen 1986 en 2005 voor verschillende clubs, in Brazilië, Japan en Verenigde Staten.